# Nils Björk (politiker)
Nils Björk (i riksdagen kallad Björk i Tryde), född 12 februari 1866 i Stora Köpinge, död 12 juni 1949 i Tryde, Kristianstads län, banvakt, småbrukare och politiker (socialdemokrat). 
Björk var riksdagsledamot i andra kammaren från 1919, invald i Kristianstads läns valkrets.